# Le etnee
Le etnee (in greco antico: Αἰτναῖαι?, Aitnâiai) è il titolo di una tragedia greca di Eschilo, di cui nulla è rimasto, se non un frammento dell'opera (ma di incerta attribuzione), un frammento di un riassunto e qualche riferimento in altre opere. Fu composta per celebrare la rifondazione, da parte di Gerone I, della città di Katane con il nome di Aitna.

## Caratteristiche
Nulla si sa della trama dell'opera, se non che essa era ambientata in ben cinque località diverse (cosa assai inconsueta per una tragedia greca, in aperto contrasto con le cosiddette unità aristoteliche). La prima parte dell'opera era infatti ambientata ad Aitna, la seconda a Xuthia (mitica città dell'eroe eponimo Xuto), la terza nuovamente ad Aitna, mentre il resto dell'opera era ambientato dapprima a Leontini, poi a Siracusa, infine sul colle Temenite.

## Commento
Tra il 476 e il 475 a.C., Gerone opera, come già Gelone, un intenso programma di redistribuzione demografica, come attesta Diodoro (XI, 49):
La rifondazione di Katane è oggetto, oltre che delle Etnee, anche della celebrazione di Pindaro (Pitica 1, 58-70). In essa, Gerone è proclamato cittadino etneo e a Dinomene, figlio di Gerone, viene attribuito il titolo di re (βασιλεύς, basiléus) di Aitna. Sembra che la propaganda dinomenide tendesse ad appropriarsi di tradizioni sia sicule sia euboiche. Sicule, perché, nelle Etnee, Siracusa è presentata come grande fattore di ellenizzazione del mondo indigeno isolano, ad esempio nel caso dell'appropriazione dei culti legati ai Palici, che significa una "depauperizzazione di tutte le tradizioni connotanti identità anelleniche". Euboiche, perché Eschilo dipinge la polis aretusea che si ricollega alle tradizioni fondative delle poleis ioniche.
L'operazione di redistribuzione demografica è favorita da una eruzione dell'Etna, che sia Pindaro che Le etnee menzionano.